# 굿바이 보이
"굿바이 보이"는 2011년에 개봉한 대한민국의 영화이다.

## 캐스팅
- 연준석 : 진우 역
- 안내상 : 경식 역
- 김소희 : 문정 역
- 류현경 : 진숙 역
- 김동영 : 창근 역
- 여민주 : 수진 역
- 김학선 : 신문보급소장 역
- 고세원 : 현우 역
- 이채은 : 은영 역
- 임지석 : 추종용 역
- 박준목 : 어린 진우 역
- 강은진 : 보험회사 여직원 역
- 정재식 : 종용 일당 역
- 안재홍 : 종용 일당 역
- 김원석 : 스페셜리스트 역
- 박태경 : 당숙 역
- 신승용 : 국민대 수신호 경찰 역